# 梅妃传
《梅妃传》，传奇小说。最早收录于元朝陶宗仪《说郛·卷三八》，清代陈莲塘《唐人说荟》题曹邺作。1927年，鲁迅在《唐宋传奇集》指为宋人所作。这一说法被普遍接受。其后，研究者对作者非曹邺的说法，或支持或反对。
该小说对玄宗荒淫，后宫争斗有所揭露。吴世美曾据此改编《惊鸿记》。

## 内容梗概
小说分为正文和题跋两部分。正文讲述唐朝开元时，闽地莆田少女江采蘋因美丽聪慧，被高力士选入后宫。江采蘋入宫后，受到玄宗宠爱，戏称梅妃。由于杨太真嫉妒，迁居上阳东宫。玄宗偷见梅妃被杨妃发觉。后安禄山叛乱，杨妃死。安史之乱平定后，玄宗返洛阳时掘得在一棵梅树下掘得梅妃尸体，以妃礼安葬。